# 신고합니다
《신고합니다》는 1996년 7월 1일부터 1996년 8월 27일까지 방영된 한국방송공사 월화드라마이다.
본 작품에선, 병영 생활을 소재로 한 군사 드라마로서, 시간대는 한동안 미니시리즈 형태로 진행됐다.

## 출연

### 사병들
- 차성현 일병 - 차인표

육군사관학교 생도로 재학 도중 불의의 사고로 자진퇴교 하고 현역병으로 입대했다. 사단장 차형오 장군의 아들이며, 아버지 차형오 장군의 부관 최상근 중위와는 육사 동기이다. 중대장 유경민 대위, 대대장 김수성 중령의 육사 후배, 소대장 장판교 소위의 육사 선배이다.
- 안병승 상병 - 이휘재

충무로 영화사 조명보조 출신. 별명은 안감독이다.
- 구종수 일병 - 구본승

(추가 바람)
- 추재식 일병 - 권해효

1중대 3소대의 고참사병. 어지간한 상병들 보다 군번이 빠르다. 구속수사와 징계영창으로 진급이 누락되었다.
- 김근우 일병 - 이상인

차성현, 구종수와 훈련소 동기이다.
- 권석두 상병 - 권용운

유부남 사병.
- 전동식 병장 - 강지훈

청성회관 파견 근무(자칭 청성회관 총지배인) 후 자대 복귀하여 내무실장이 되는 병장.
- 장주발 상병 - 이지형

이등병때 전입 오자마자 GOP 근무에 투입된 꼬인 군번의 사병이다.
- 소대풍 일병 - 최수훈

군장안에는 과자등의 일용할 양식을 항상 준비하는 사병.
- 노숙한 병장 - 김람호

이론에는 약하지만 실전에는 강한 고참사병.
- 조용환 상병 - 정승규

추재식 일병을 친형님처럼 따르는 사병.
- 권상만 병장 - 최상길

1대대 1중대 3소대 내무실장. 내무실 사병들을 잘 이끄는 인물 전역을 약 70여일 앞두고 있다.
- 나일호 이병

훈련소를 3번 유급하고 4번만에 수료한 사병.
- 유상현 병장 - 김덕현

대대 방송실 관리병
- 수도방위사령부 헌병단 용산역 T.M.O 헌병 김 일병 - 이준우
- 영내 임마누엘교회 군종병 - 오정석

### 장교, 하사관
- 1대대 지원장교 마성은 중위 - 윤영시

1대대의 지원장교.
- 1대대 1중대 3소대 부소대장 조재기 중사 - 조형기

이등병부터 군생활을 시작한 군인 2소대 부소대장 오상균 중사의 육군하사관학교 (현 육군부사관학교) 후배.
- 1대대 1중대 2소대 부소대장 오상균 중사 - 고 박광정

3소대 부소대장 조재기 중사(조형기)의 육군하사관학교 선배.
- 1대대 주임원사 우명도 원사 - 최종원

1대대의 터줏대감.
- 1대대 1중대 2소대장 이훈석 중위 - 이주현

학군사관후보생 출신의 소대장.
- 1대대 1중대 3소대장 장판교 소위 - 이형철

차성현의 육사 후배이자 소대장이다.
- 1대대 1중대장 유경민 대위 - 차광수

차성현의 육사 선배 중대장.
- 육군 제 6보병사단장 차형오 장군 - 전무송

육사 출신의 장군 차성현 일병의 부친이다.
- 1대대장 김수성 중령 - 남영진

육사 출신의 대대장 차형오 장군의 육사 후배. 유경민 대위 장판교 소위 차성현 일병에게는 육사 대선배이다.
- 1대대 의무실 군의관 - 김용준
- 여군학교장 대령 - 고 김영애

마성은 중위의 여군사관후보생 선배
- 육군 제 6보병사단 헌병대 황준영 중사 - 이한위
- 육군 제 6보병사단장 부관 최상근 중위 - 양재원

차성현의 육사 동기 차성현의 아버지 차형오 장군의 부관

### 그 외 인물
- 고은실 - 이혜영

(추가 바람)
- 탁주군단장 할머니 - 김지영

30년 동안 1대대 바로 옆에서 가게를 운영하는 할머니다.
- 철원 보건지소 간호사 지영서 - 장서희

군부대 헌혈 때문에 1대대에 방문한 인연으로 조재기 중사를 알게 된다.
- 철원 보건지소 간호사 고리라 - 오영채

(추가 바람)
- 우명도 원사의 딸 우지수 - 김소연

(추가 바람)
- 구종수 일병의 여자친구 유세영 - 김규리

무용학과 3학년에 재학 중인 구종수 일병의 여자친구.
- 우명도 원사의 부인 우지수의 어머니 - 김자옥

(추가 바람)
- 안병승 상병의 여자친구 최윤주 - 김지영

영화배우 단역을 주로 맡는 인물이다.
- 조재기 중사의 누나 - 박소현

조재기 중사 친누나.
- 추재식 일병의 부친 추형석 - 이성웅

(추가 바람)
- 차태현
- 최재원
- 송윤아
- 박상아
- 하다솜
- 강경헌
- 김애란
- 민재희
- 김여랑
- 유지연
- 김주호
- 신소미
- 이원희
- 윤지숙

## 참고 사항
- 1996년 여름 유격 훈련 촬영 장면을 찍었는데, 이때 집중호우로 부대가 피해를 입어 복구 중인 와중에도 많은 부대원을 차출해갔다고 한다. 유격 장면에서 연기자들이 자꾸 NG를 내서 같은 장면만 여러 번 찍었다고 한다. 촬영이 끝나고 가수 비비가 하늘땅 별땅이라는 노래를 불렀다고 한다.
- 당초 미니시리즈 컬러 후속 수목극으로 기획됐으나 장동건 이종원 김명수 등이 출연한 MBC 아이싱과 같은 날 시작하기 위해 KBS는 <신고합니다>를 사극 조광조 후속으로 변경시켰고[1] 당시 <신고합니다> 자리에는 애초 조광조 후속 월화극으로 예정됐던[2] 전설의 고향이 대타로 들어간 바 있었다.

- 작가 이찬규와 담당 PD 김용규는 <신고합니다> 이후 97년 방영된 KBS 2TV 일요아침드라마 《오늘은 왠지》[3], KBS 2TV 월화드라마 《맨발의 청춘》에서 호흡을 맞췄다.
- 이 작품 이후 고독까지 한동안 KBS의 월화드라마 시간대는 미니시리즈 형식으로 진행됐다. 하지만, 지나치게 군대를 희화화했다는 이유로 육군과 마찰을 겪었고 이 과정에서 3~4회 내용 중 일부 대본이 잘리는 수모를 겪었다[4].
- 그럼에도 불구하고 이 드라마는 당시 미니시리즈로서는 역대 최고의 시청률을 기록하며 여성민우회 등에서 올해의 좋은 드라마로 선정이 되는 등 크게 성공을 하였다.
- 1996년 장마기간에 폭우 때문에 부대 바로 바깥에 지어놓은 오픈 세트장이 유실되는 등 촬영에 차질을 빚은 바 있었다.[5]
- 이때까지 많은 연예인이 군복무를 기피하고 있었으나 연예사병 원조격인 국군 홍보단 모집이란 구실로 많은 연예인들이 자 및 타의로 입대를 하였다.